# 高麗粗面介
高麗粗面介（学名：Traehyleberis koreanica）为粗面介科粗面介屬下的一个种。